# 有便堂
株式会社有便堂（英: YUBENDO Corporation）は1912年創業の日本画材/書画用品/額装軸装/和小物商品を販売する老舗である。

## 沿革
1912年（大正元年）風呂敷外商からはじまり、風呂敷外商を経て上野不忍池のそばに店舗を構える。
- 日本画

横山大観/川合玉堂/奥村土牛/川端龍子/東山魁夷/小林古径/松林桂月
- 書道家

日下部鳴鶴/武者小路実篤/島崎藤村/東郷平八郎/柳宗悦/石井雙石
- 油絵

藤田嗣治/藤島武二/熊谷守一/東郷青児/中川一政/伊藤清永
- 版画

棟方志功
多くの画人/文人に筆、墨、和紙、額装、軸装　を注文される。
東山魁夷からの命により香淳皇后（昭和天皇の皇后）に「お使いいただく筆」として細光峰の毛を使用した筆を作製。
その後、東京大空襲により店舗焼失。
1946年（昭和21年）日本橋三越前に店舗を構え営業再開。
有便堂の筆は画家/書家に限らずデザイナー/漫画家など幅広い方々に愛用されている。創業の歴史が深い為、現在でも入手困難な材料/道具を取り扱っている。

## 商品
筆
希少な毛を用いた特徴ある筆が多くあり、画家/書家に限らずデザイナー/漫画家など幅広い方々に愛用されている。
墨
入手困難な貴重な古墨を取り扱っている。
岩絵具
現在では製造できない岩絵具を取り扱っている。
和紙/麻紙
古くて珍しい和紙/麻紙を取り扱っている。